# Lucrezia Di Siena
Lucrezia Di Siena (fl. 1564), fue una actriz de teatro italiana. Es conocida como la primera actriz documentada en Italia y Europa desde la antigüedad. 
Firmó un contrato de actuación para la temporada de carnaval con una compañía de teatro de Commedia dell'arte en Roma el 10 de octubre de 1564, en que afirma ser capaz de cantar, declamar y tocar música. Esta es la primera mención de una actriz profesional en Italia desde la antigüedad grecorromana y la primera vez que una actriz conocida por su nombre actuaba en la Commedia dell'arte. Todos los otros miembros de la compañía eran hombres. 
Probablemente había sido antes cortesana, una "cortesana honesta" (cortigiana onesta), un antecedente común para la primera generación de actrices en Italia: era una buena base porque esa clase de prostitutas de lujo eran normalmente instruidas en canto, declamación, música y baile, actividades que de otro modo raramente podían las mujeres abordar de manera profesional, y el hecho de ser nombrada sin apellido y precedida por el título Domina (una forma común de dirigirse a las cortesanas), apoya esta suposición.
Con la crisis de las cortes y sobre todo la acción moralizante del Concilio de Trento, las cortesanas italianas habían perdido su ambiente natural, obligándolas a buscar formas alternativas de sustento, siendo la naciente farándula un ámbito propicio para explotar sus habilidades. Después de esto, las actrices se volvieron comunes en Italia, y fue seguida solo tres años más tarde por Vincenza Armani y Barbara Flaminia.